# Zabbougha
Zabbougha (en arabe : زبوغا) est un village dans le district de Metn au Liban.

## Personnalités
- Nassif Mallouf (1823-1865), lexicographe ottoman, est né à Zabbougha.